# بانوی جوان و جنتلمن
بانوی جوان و جنتلمن (انگلیسی: Young Lady and Gentleman؛‏ کره‌ای: 신사와 아가씨) یک مجموعه تلویزیونی محصول کره جنوبی در سال ۲۰۲۱ به کارگردانی شین چانگ سوک و با بازی جی هیون وو، لی سه هی و چا هوا یون است. این مجموعه آخرهفته‌ها حول محور لی یونگ گوک، مردی بیوه با سه فرزند و معلم خصوصی بچه‌هایش، پارک دان دان که جذب او می‌شود، می‌چرخد. این مجموعه از ۳۵ سپتامبر ۲۰۲۱ تا ۲۷ مارس ۲۰۲۲، روزهای شنبه و یکشنبه ساعت ۱۹:۵۵ (کی‌اس‌تی) از کی‌بی‌اس۲ پخش شد.
این مجموعه در مراسم جوایز درامای کی‌بی‌اس ۲۰۲۱ هفت جایزه از جمله جایزه بزرگ (دسانگ) برای جی هیون وو و جایزه بهترین زوج برای جی و لی سه هی به دست آورد. این مجموعه به دلیل محبوبیتش، برای ۲ قسمت دیگر تمدید شد و در مجموع ۵۲ قسمت پخش شد.

## بازیگران

### اصلی
- جی هیون وو در نقش لی یونگ گوک[۹]
- لی سه هی در نقش پارک دان دان
  - کیم مین سو در نقش جوانی پارک دان دان[۱۰]
- کانگ اون تاک در نقش چا گون[۱۱]
- پارک هانا در نقش جو سا را[۱۲]